# Kanton Espalion
Kanton Espalion (francouzsky Canton d'Espalion) je francouzský kanton v departementu Aveyron v regionu Midi-Pyrénées. Tvoří ho šest obcí.

## Obce kantonu
- Bessuéjouls
- Castelnau-de-Mandailles
- Le Cayrol
- Espalion
- Lassouts
- Saint-Côme-d'Olt